# Susette La Flesche Tibbles
Pour les articles homonymes, voir La Flesche ou le paronyme Tible.
Susette La Flesche est une journaliste, conférencière, interprète et une militante de la cause des Amérindiens issue de la tribu des Omahas, née en 1854 près de Bellevue dans la réserve Omaha et morte le 26 mai 1903 près de Bancroft, dans l'État du Nebraska. Née sous le nom de Inshata Theumba – signifiant en anglais « Bright Eyes » –, elle prend le nom de Susette La Flesche, après sa conversion au christianisme, puis devient Susette La Flesche Tibbles après son mariage en 1881 avec Thomas Tibbles (en).
Elle est la principale porte-parole de sa tribu à son époque et mène de nombreux combats pour la reconnaissance des droits de son peuple, jusqu'à obtenir la citoyenneté américaine pour les membres de sa tribu. Ses conférences à travers les États-Unis la rendent célèbre parmi les intellectuels de l'époque, ce qui lui permettra de sensibiliser les Euro-Américains à la question amérindienne. Elle est la fille du dernier chef traditionnel Omaha, Joseph LaFlesche connu sous le nom d'Œil de Fer (Iron Eye en anglais). Elle est admise au National Women's Hall of Fame en 1994.

## Biographie

### Enfance et éducation

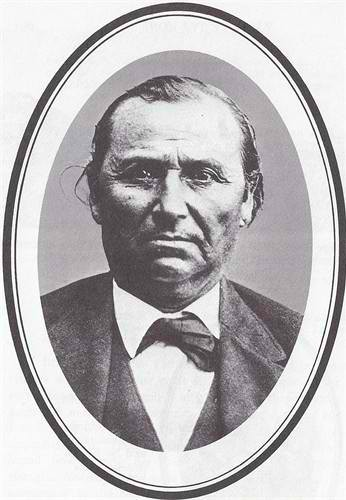
Joseph LaFlesche.

Susette La Flesche naît en 1854 près de Bellevue, Nebraska, au sein de la toute nouvelle réserve Omaha. Elle est la fille d'un des chefs de la tribu, Joseph LaFlesche , et de sa première femme, Marie Hinnuagsnun Gale. Marie est la fille d'un chirurgien américain et de sa femme Iowa, Ni-co-ma. Joseph est le fils d'un négociant canadien-français de fourrures travaillant pour l'American Fur Company qui a déjà travaillé avec les Omahas et d'autres tribus amérindiennes. Sa mère, Waoowinchtcha, est une Ponca et il est rapporté qu'elle est apparentée à Big Elk, le chef de la tribu Omaha. Ce dernier adopta Joseph LaFlesche une fois adulte, il le désigne comme son successeur sous le nom d'Œil de Fer (Iron Eye en anglais). En 1853, Joseph en tant qu'un des chefs des Omahas, participa à la négociation du traité de 1854, par lequel les Omahas cèdent la plupart de leurs terres à l'État avant leur transfert dans le Nebraska. Il dirige les Omahas après leur déportation dans leur nouvelle réserve du Nebraska, et les conduit vers la sédentarité et les bouleversements sociaux corrélatifs,,,.
Susette est l'une des dernières parmi les Omahas à vivre une enfance traditionnelle. Lorsqu'elle n'est encore qu'une jeune enfant, la tribu lui donne le nom d'Inshtatheamba durant une cérémonie traditionnelle. À cinq ans, elle assiste à sa première chasse au bison, moment très important de l'enfance Omaha. La chasse au bison était alors encore importante, car elle permettait d'obtenir de la viande et aussi des matières premières pour s'habiller ou fabriquer des ustensiles.
Mais très vite, son père prônant l'assimilation de la culture blanche, Susette adopte un mode de vie plus occidental. Sa famille cesse de vivre dans un tipi pour habiter dans une maison en bois, et Joseph convertit sa famille au christianisme. Étant persuadé de l'importance de l'éducation de son peuple afin de pouvoir mieux revendiquer ses droits auprès des Blancs, il aide à l'installation d'une mission presbytérienne et de son école vers 1860. C'est dans cet établissement que Susette va commencer ses études jusqu'à sa fermeture en 1869. Elle y apprend les coutumes et les habitudes euro-américaines ainsi que l'anglais.
En 1872, elle est envoyée dans le New Jersey pour compléter son éducation au Elizabeth Institute for Young Ladies. Par ce fait, elle devient la première Omaha à sortir de la réserve pour étudier. Plus tard, sa sœur Susan suivra son chemin. Durant ses études, elle suit des cours d'élocution, apprend le français, l'allemand et le latin, ainsi que le dessin et la musique. Diplômée avec les honneurs en 1875, Susette revient à la réserve Omaha. Elle tente de devenir professeure dans la nouvelle école gouvernementale de la réserve, mais elle n'obtient aucun poste. Deux ans plus tard, elle découvre que les écoles dans les réserves indiennes étaient obligées d'employer des professeurs amérindiens qualifiés si ceux-ci venaient à postuler pour un poste. De colère, elle leur écrira une lettre de remontrance dont voici un extrait :

« C'est une farce quand vous dites que vous êtes en train de nous civiliser, alors qu'une fois que nous sommes éduqués, vous nous refusez les postes à responsabilité et nous renvoyez totalement impuissants pour aider le reste de notre peuple. Peut être que la meilleure façon de nous faire entendre serait d'en appeler au peuple américain à travers la presse. Il pourrait nous écouter. »

Face à cette menace, elle obtient rapidement une place de professeure.

### Carrière

#### United States ex rel. Standing Bear v. Crook

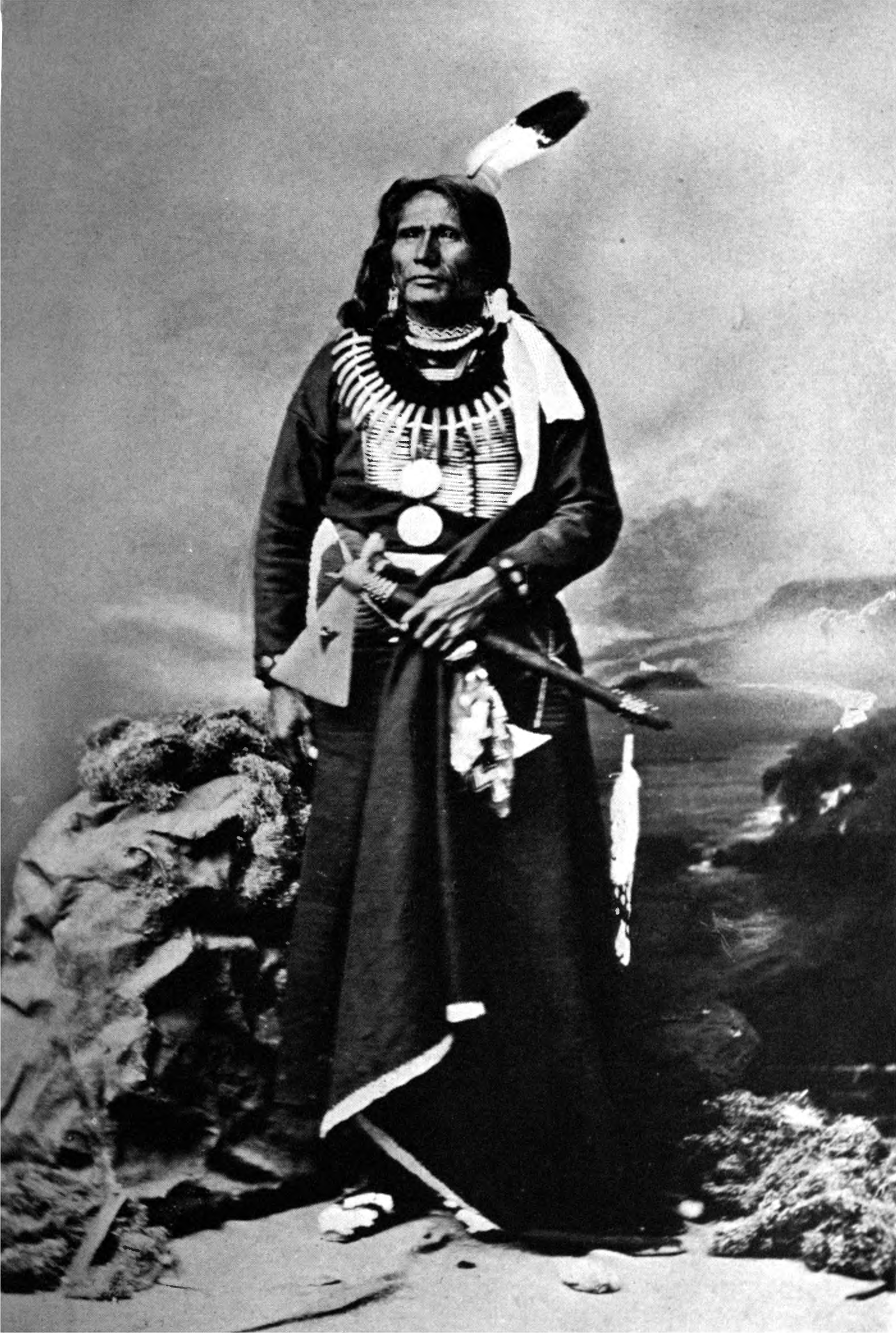
Le chef Ponca Standing Bear.

En avril 1879, a lieu un tournant de sa vie lorsqu'elle visite avec son père Joseph le nouveau territoire des Poncas dans l'Oklahoma, où le gouvernement américain les oblige à vivre depuis 1877. Les Poncas ont beaucoup de mal à s'adapter à ce déplacement forcé. La différence de climat, notamment, par rapport à leur ancien territoire, provoque de nombreuses maladies, le manque de nourriture cause des cas de malnutrition et des Amérindiens meurent régulièrement. Cette situation a motivé le chef Ponca, Standing Bear, à revenir, avec 66 hommes, femmes et enfants, sur leur ancien territoire sans la permission officielle de l'Armée américaine. À cette époque, les tribus amérindiennes qui ont accepté la vie dans les réserves ne peuvent pas se déplacer librement sans la permission de l'armée. Sur leur route, ils font une halte dans la tribu Omaha où, Joseph, le père de Susette, leur offre l'hospitalité et son soutien. Mais Standing Bear et ses hommes se font arrêter quelques jours après et sont internés au Fort Omaha par le général George Crook en attendant d'être ramenés sur leur nouveau territoire.
Joseph et Susette La Flesche arrivent à s’entretenir avec le général Crook pour défendre la cause de leurs amis. En empathie avec Standing Bear et la situation dans laquelle se trouve son peuple, Crook parvient à différer leur départ et en profite pour prévenir le jeune éditeur du Omaha Daily Herald (Nebraska) Thomas H. Tibbles. Celui-ci rend compte publiquement dans son journal de la situation des Poncas.
Dès leur retour chez eux, Joseph et Susette La Flesche contactent également Thomas H. Tibbles afin d'écrire dans son journal pour défendre la reconnaissance des droits des Amérindiens. À la fin de l'année 1879, un procès a lieu : United States ex rel. Standing Bear v. Crook (Crook est cité dans l'accusation car les Poncas n'ayant aucun droit, il est considéré comme leur responsable aux yeux de la loi). Susette La Flesche participe au procès avec son frère Francis. Elle traduit les propos de Standing Bear et témoigne elle-même, se muant en porte-parole des tribus amérindiennes. Grâce à sa double culture omaha-anglaise, elle permet de faire valoir l'éloquence de Standing Bear et de faire preuve d'une grande rhétorique.
À la fin de ce procès, le juge fédéral Elmer S. Dundy rend un jugement historique, en reconnaissant pour la première fois qu'« un Indien est une personne » en vertu du XIVe amendement de la Constitution. Ce jugement est considéré comme le premier acte de la fondation de la citoyenneté des Amérindiens aux États-Unis.

#### Tournées de conférences

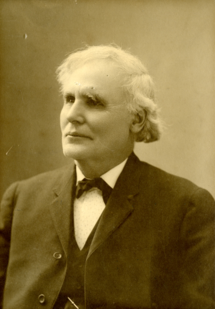
Portrait photographique de Thomas Tibbles

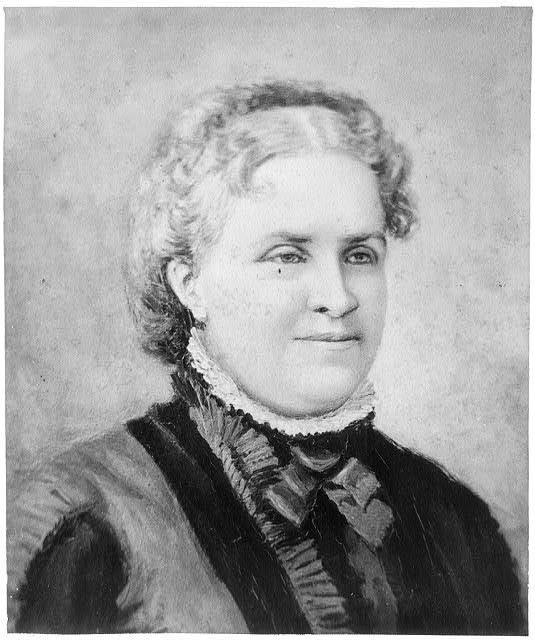
Portrait de Helen Hunt Jackson.

Après le procès, Susette, Francis et Thomas Tibbles (en) réalisent une tournée de conférences dans l'Est des États-Unis avec Standing Bear pour rendre compte aux Américains de la situation des Amérindiens. Elle traduit les propos de Standing Bear qui relate son histoire et les conditions dans lesquelles vit son peuple. Mais elle intervient également elle-même. Portant les habits traditionnels Omahas et se faisant appeler Bright Eyes, elle captive les foules qui viennent la voir dénoncer les injustices faites à son peuple. Dans ses discours, elle demande au gouvernement d'accorder la citoyenneté aux Amérindiens. Elle défend également la division et l'attribution des terres de la réserve à chaque Amérindien. Traditionnellement, les Amérindiens mettent leurs terres en commun. Mais selon Susette, ce système profite trop au gouvernement américain pour récupérer un maximum des territoires de son peuple. L'exemple des Omahas le lui confirme. En divisant les terres en petites parcelles individuelles, elle pense que les Amérindiens auront plus de chance d'obtenir un jour un droit titre de propriété.
En passant par Boston, Pittsburgh, New York, Chicago et Washington, ils obtiennent beaucoup de succès et Susette Bright Eyes La Flesche devient une célébrité nationale. Elle arrive à ramener à sa cause de nombreuses sommités telles que le sénateur Henry L. Dawes, l'écrivaine Helen Hunt Jackson ou encore l'archéologue Alice Cunningham Fletcher. Ces personnes, influencées par Susette, vont fonder plusieurs organismes comme le Boston Indian Citizenship Commitee, le Indian Treaty Keeping ou encore la Women's National Indian Association.
À leur retour de cette tournée, Susette La Flesche et Thomas Tibbles se marient le 23 juillet 1881 et vivent ensemble dans la réserve Omaha lorsqu'ils ne sont pas en tournée de conférences ou bien en reportage.

#### Gestion des terres Omahas

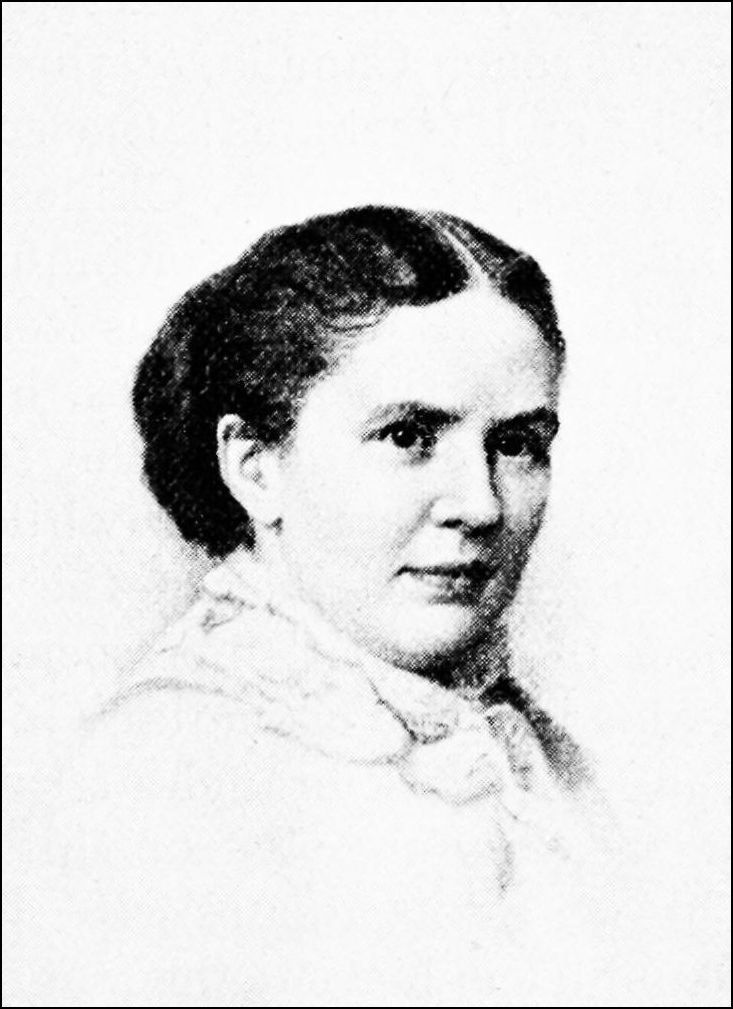
Portrait de Alice Cunningham Fletcher.

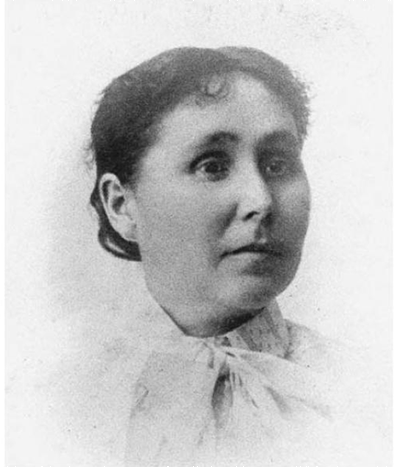
Portrait photographique de Rosalie La Flesche Farley.

Susette s'occupe également de surveiller l'avancement du projet d'attribution des terres de la réserve aux Amérindiens. En 1884, elle se retrouve, avec son mari, impliquée dans un débat passionné au sujet de la location de terres tribales sans affectation à l'État américain et de l'autonomie gouvernementale. Le couple La Flesche-Tibbles s'oppose à ces deux propositions, et préconise à la place d'acquérir la citoyenneté américaine. Ce débat houleux va créer certaines tensions dans la famille La Flesche, notamment entre Susette et sa sœur Rosalie La Flesche Farley et également avec certains leaders des droits amérindiens de l'époque, comme Alice Fletcher. Fletcher notamment, prône une assimilation forcée, sous tutelle des Blancs, tandis que Susette pense que donner la citoyenneté américaine aux Omahas leur permettrait de faire valoir leurs droits et de ne plus être opprimés par l'État américain qui bafoue régulièrement les traités signés entre les deux parties. Le débat sera tranché à la faveur de Susette lorsqu'en 1887, les Omahas obtiennent la nationalité américaine. Ils seront la seule tribu à avoir cette reconnaissance jusqu'en 1924. La même année le Dawes Act, également connu sous le nom de General Allotment Act, est signé. Il permet la division et l'attribution des terres de la réserve pour tous les Amérindiens qui désirent être propriétaire d'un terrain. Les chefs de familles reçoivent 160 acres chacun (soit 65 hectares), les célibataires de plus de 18 ans reçoivent 80 acres (32 hectares) et les mineurs 40 acres (16 hectares).

#### Journalisme
Toujours en 1887, le couple La Flesche-Tibbles part dans une nouvelle tournée de conférences de dix mois en Angleterre et en Écosse. En 1890, avec son mari et sa sœur Marguerite, Susette dénonce dans le Omaha World Herald le massacre de Wounded Knee dans la Dakota du Sud où plus de 300 Sioux, hommes, femmes, enfants confondus sont assassinés par l'armée,. La même année, Susette travaille à Washington comme correspondante pour l'American Nonconformist, un journal d'Indianapolis. Le couple La Flesche-Tibbles vit à Washington de 1893 à 1895 puis déménage à Lincoln dans le Nebraska où ils travaillent tous les deux ensemble dans leur nouvelle publication, The Independent. Susette illustre le livre Oo-mah-ha Ta-wa-tha (la Ville Omaha) écrit par Fannie Reed Giffin pour l'Exposition du Trans-Mississippi (en) à Omaha en 1898 et publie des histoires dans des magazines comme St. Nicholas.
En 1902, le couple s'installe dans la réserve Omaha, où Susette Bright Eyes La Flesche Tibbles meurt la même année, à l'âge de 48 ans. Le Sénat américain lui fait ses éloges.

## Hommages

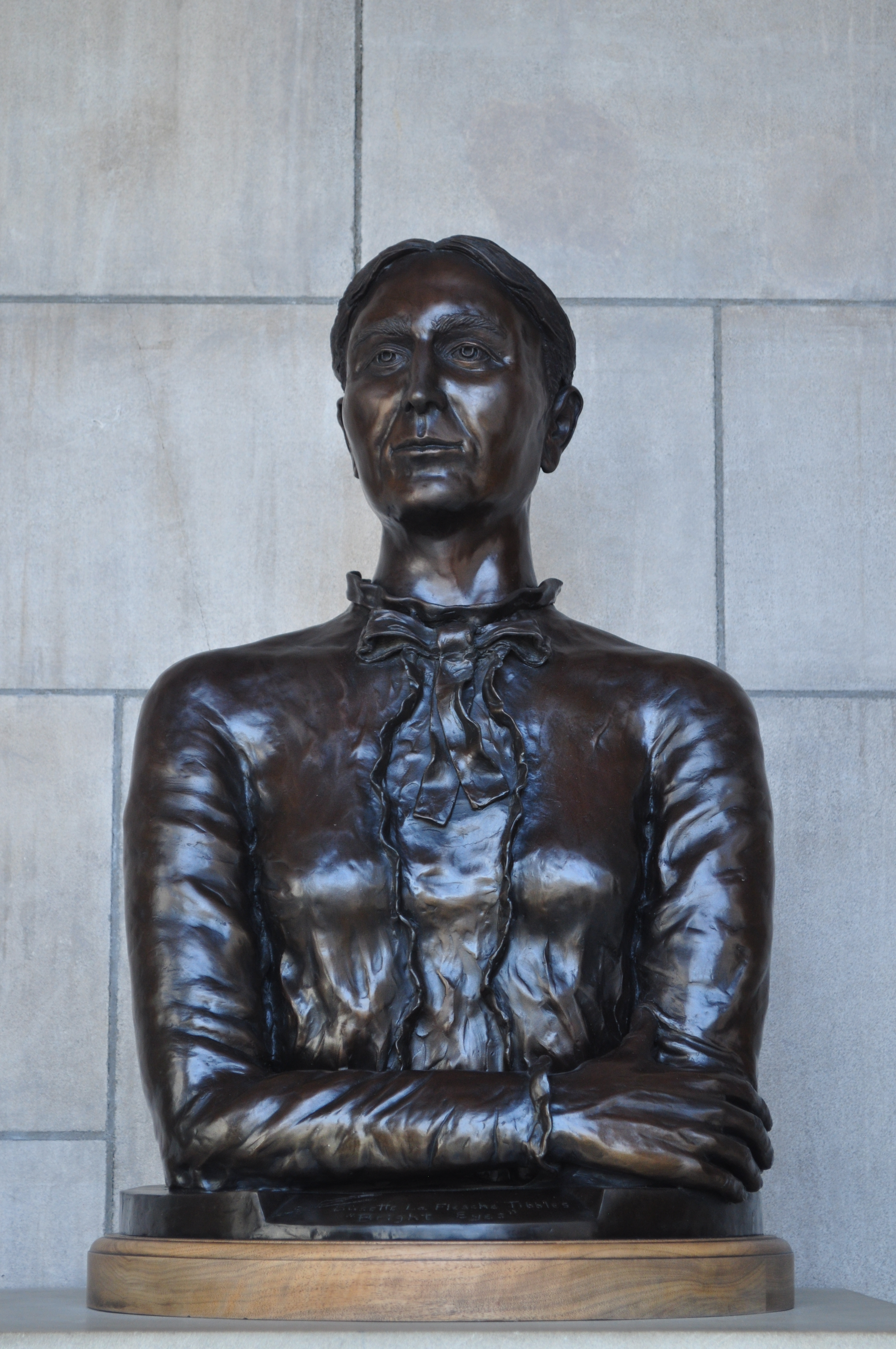
Buste de Susette La Flesche Tibbles au capitole de l'État du Nebraska.

- 1984 : cérémonie d'admission de Susette La Flesche Tibbles au Nebraska Hall of Fame (en)[16],
- 1994 : cérémonie d'admission de Susette La Flesche Tibble au musée du National Women's Hall of Fame[5].

## Famille

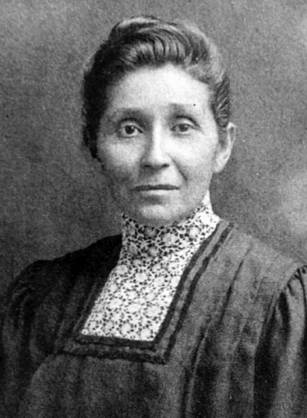
Portrait photographique de Dr. Susan La Flesche Picotte.

Susette La Flesche est issue du premier mariage de son père, Joseph LaFlesche, avec Marie Hinnuagsnun Gale. Ses frères et sœurs se nomment Louis, Rosalie La Flesche Farley, Marguerite La Flesche et Susan La Flesche Picotte . Elle a également deux demi-frères et une demi-sœur car son père se mariera avec Elizabeth Tainne Esau, avec qui il eut Francis La Flesche, Lucy La Flesche et Carrey La Flesche.
Joseph La Flesche encouragea l'éducation de tous ses enfants afin qu'ils apportent en retour une contribution à leur peuple. Et plusieurs d'entre-eux devinrent quelques-uns des intellectuels amérindiens les plus brillants de leur génération. En plus de Susette, Marguerite La Flesche et Rosalie La Flesche Farley devinrent elles aussi des militantes pour la cause amérindienne et Rosalie géra les affaires financières des Omahas ; Susan La Flesche Picotte fut la première femme médecin amérindienne aux États-Unis et Francis La Flesche devint le premier ethnologue issu d'un peuple amérindien des États-Unis. Lucy La Flesche devint enseignante et fut une personnalité de sa tribu. Carrey eut aussi des responsabilités au sein de la tribu.

## Écrits divers
- De 1880 à 1902 : divers articles de presse dans différents journaux : Omaha World Herald, The Independent, American Nonconformist ;
- (en-US) William Justin Harsha (préf. Susette La Flesche Tibbles), Ploughed under : the story of an Indian chief, New York, Fords, Howard, & Hulbert (réimpr. 2010, 2012, 2016, 2018) (1re éd. 1881), 282 p. (ISBN 9781177565646, OCLC 6001811, lire en ligne),
- (en-US) Thomas Henry Tibble et Kay Gtaber (dir.) (préf. Bright Eyes (Susette La Flesche)), The Ponca Chiefs : An Account of the Trial of Standing Bear, n.c., n.c. (réimpr. 1972, 2017) (1re éd. n.c.), 194 p. (ISBN 9780803208148, OCLC 1321776634, lire en ligne)
- 1881 : Nedawi: An Indian Story from Real Life publié dans le mensuel à destination de la jeunesse le St. Nicholas (magazine) (en);
- 1883 : Omaha Legends and Tent Stories, Wide Awake, in Karen L. Kilcup, ed. Native American Women's Writing c. 1800-1924: An Anthology ;
- Fannie Reed. Giffen (ill. Susette La Flesche Tibbles), Oo-Mah-Ha Ta-Wa-Tha, Lincoln, Nebraska, The authors (réimpr. 2022) (1re éd. 1898), 100 p. (OCLC 1416677810, lire en ligne),

## Pour approfondir

#### Notices dans des encyclopédies et manuels de références
- (en-US) Robert H. Barnes, Two Crows Denies It : A History of Controversy in Omaha Sociology, Lincoln, Nebraska, University of Nebraska Press (réimpr. 2005, 2006) (1re éd. 1984), 283 p. (ISBN 9780803211827, OCLC 10375820, lire en ligne). ,
- (en-US) Jonathan W. Bolton (photogr. Claire Wilson), Scholars, writers, and professionals, New York, Facts on File,, coll. « American Indian Lives », 1994, 168 p. (ISBN 9780816028962, OCLC 28853733, lire en ligne),
- (en-US) Robin Kadison Berson, Marching to a Different Drummer : Unrecognized Heroes of American History, Westport, Connecticut, Greenwood Press, 1994, 347 p. (ISBN 9780313288029, OCLC 29635580, lire en ligne), p. 176-180,
- (en-US) Dennis Hastings (In'aska) et Robin Ridington, Blessing for a Long Time : The Sacred Pole of the Omaha Tribe, Lincoln, Nebraka, University of Nebraska Press (réimpr. 2000) (1re éd. 1997), 296 p. (ISBN 9780803239258, OCLC 45729760, lire en ligne), p. 6-9, 17,  91-95,
- (en-US) Jean Sanders, Notable Nebraskans, Lincoln, Nebraska, Media Productions and Marketing, Inc., 1998, 185 p. (ISBN 9780964335370, OCLC 40195750, lire en ligne), p. 27-33,
- (en-US) Liz Sonneborn, A to Z of American Indian Women, New York, Facts On File, coll. « A to Z of Women » (réimpr. 2007) (1re éd. 1998), 323 p. (ISBN 9780816066940, OCLC 153561194, lire en ligne), p. 126-129.
- (en-US) John A. Garraty (dir.), Mark C. Carnes (dir.) et Kenny A. Franks, American National Biography, vol. 3 : Blatchford - Burnet, New York, Oxford University Press, USA (réimpr. 1999, 2002, 2005) (1re éd. 1990), 973 p. (ISBN 9780195127829, lire en ligne), p. 551-552. ,
- (en-US) Anne Commire (dir.) et Deborah Klezmer (dir.), Women in World History : a Biographical Encyclopedia, vol. 9 : Laa-Lyud, Waterford, Connecticut, Yorkin Publications, Gale (réimpr. 2000, 2002) (1re éd. 1999), 847 p. (ISBN 9780787640682, OCLC 807573434, lire en ligne), p. 40-44,
- (en-US) Bonnie Juettner, 100 Native Americans Who Changed American History, Milwaukee, Wisconsin, World Almanac Library, coll. « People who changed American History » (réimpr. 2005, 2008) (1re éd. 2002), 115 p. (ISBN 9780836857702, OCLC 56334208, lire en ligne), p. 52,
- (en-US) Anna Nevenic, Out of the Shadows : American Women Who Changed the World, Palm Springs, Californie, Rave Publishing, 2004, 237 p. (ISBN 9780974750804, OCLC 80590023, lire en ligne), p. 69-70,

#### Essais et biographies
- (en-US) Dorothy Clarke Wilson, Bright Eyes : The Story of Susette La Flesche, an Omaha Indian, New York, AMS Press, McGraw-Hill (réimpr. 1973, 1974, 1999) (1re éd. 1970), 416 p. (ISBN 9780070707528, OCLC 233669815, lire en ligne),
- (en-US) Margaret Crary, Susette La Flesche : Voice of the Omaha Indians, New York, Hawthorn Books, 1973, 178 p. (OCLC 677023, lire en ligne).
- (en-US) Marion Marsh Brown, Susette La Flesche : Advocate for Native American Rights, Chicago, Illinois, Childrens Press, coll. « People of distinction biographies », 1992, 128 p. (ISBN 9780516032771, OCLC 24542441, lire en ligne).